# Jizzyan Gesualdo
Jizzyan Gesualdo Zayas (Ponce, 19 luglio 1994) è una pallavolista portoricana, palleggiatrice delle Leonas de Ponce.

## Carriera

### Club
La carriera di Jizzyan Gesualdo inizia nei tornei scolastici portoricani con l'Academia Santa Maria. Dopo il diploma gioca a livello universitario negli Stati Uniti d'America: partecipa alla NCAA Division I dal 2012 al 2017, saltando tuttavia gran parte della prima annata per infortunio, con la Jacksonville.
Nella stagione 2019 inizia la propria carriera professionistica nella Liga de Voleibol Superior Femenino, ingaggiata dalle Llaneras de Toa Baja, mentre nella stagione seguente si trasferisce alle Indias de Mayagüez. Per la Liga de Voleibol Superior Femenino 2021 difende i colori delle Leonas de Ponce.

### Nazionale
Fa parte della nazionale portoricana under 18, vincendo la medaglia di bronzo al campionato nordamericano 2010 e partecipando alla Coppa panamericana 2011 e al campionato mondiale 2011.

## Palmarès

### Nazionale (competizioni minori)
- Campionato nordamericano under 18 2010